# Margus Tsahkna
Margus Tsahkna (ur. 13 kwietnia 1977 w Tartu) – estoński polityk, deputowany, w latach 2015–2017 przewodniczący IRL, w latach 2023–2024 przewodniczący partii Estonia 200, od 2015 do 2016 minister opieki społecznej, w latach 2016–2017 minister obrony, od 2023 minister spraw zagranicznych.

## Życiorys
Ukończył w 1995 szkołę średnią, a w 2002 studia teologiczne na Uniwersytecie w Tartu. Studiował także prawo międzynarodowe na University of Toronto, a w 2002 podjął studia prawnicze na macierzystej uczelni.
Zaangażował się w działalność partyjną w ramach Związku Ojczyźnianego, po konsolidacji centroprawicy uzyskał członkostwo w ugrupowaniu Isamaa ja Res Publica Liit. Był doradcą partyjnej frakcji w radzie miejskiej w Tartu (2002–2003) i w krajowym parlamencie. W wyborach w 2007 po raz pierwszy uzyskał mandat posła do Zgromadzenia Państwowego XI kadencji. Z ramienia IRL w 2011 i w 2015 był wybierany na deputowanego XII i XIII kadencji.
W 2015 został także nominowany na urząd ministra opieki społecznej w drugim rządzie Taaviego Rõivasa, rozpoczynając urzędowanie 9 kwietnia tegoż roku. W czerwcu 2015 zastąpił Urmasa Reinsalu na czele swojej partii. W listopadzie 2016 został ministrem obrony w nowo utworzonym rządzie Jüriego Ratasa.
W maju 2017 nowym przewodniczącym IRL został Helir-Valdor Seeder. W czerwcu tegoż roku Margus Tsahkna odszedł ze stanowiska rządowego, a także opuścił swoje ugrupowanie. W 2018 dołączył do partii Estonia 200, która w 2019 nie przekroczyła wyborczego progu.
W 2023 polityk ponownie uzyskał mandat poselski. W kwietniu tegoż roku objął stanowisko ministra spraw zagranicznych w trzecim rządzie Kai Kallas. W listopadzie 2023 zastąpił Lauriego Hussara na funkcji przewodniczącego Estonii 200. W lipcu 2024 w nowo powołanym gabinecie Kristena Michala pozostał na dotychczasowym stanowisku ministerialnym. W następnym miesiącu przestał kierować swoim ugrupowaniem.

## Odznaczenia
- Krzyż Wielki Orderu Zasługi RP – Polska, 2025[15]
- Krzyż Dobrosąsiedztwa – Zjednoczony Gabinet Przejściowy Białorusi, 2024[16]